# Ludimar Hermann
Ludimar Hermann (født 31. oktober 1838 i Berlin, død 5. juni 1914 i Königsberg) var en tysk fysiolog.
Hermann studerede i Berlin, tog doktorgraden 1859 og blev 1865 privatdocent i fysiologi. I 1868 kaldtes han til det ordinære professorat i dette fag i Zürich, og 1884 blev han professor i Königsberg. Han beskæftigede sig særlig med muskel- og nervefysiologi, lejlighedsvis også med fysiologisk optik og skrev den til mange sprog oversatte bog Grundriss der Physiologie (1863) samt udgav Handbuch der Physiologie i 6 bind, af hvilke han selv havde skrevet muskel- og nervefysiologien. Desuden en Lehrbuch der allgemeine Toxicologie (1874). Han var med til at stifte Centralblatt für die medizinischen Wissenschaften 1863.